# ژوردی آرس
 ژوردی آرس (اسپانیایی: Jordi Arrese‎؛ زاده ۲۹ اوت ۱۹۶۴) یک تنیس‌باز اهل اسپانیا است.